# Leticia Ramos Shahani
Leticia Ramos Shahani (geborene Leticia Valdez Ramos; * 30. September 1929 in Lingayen, Pangasinan; † 20. März 2017 in Taguig City) war eine philippinische Hochschullehrerin, Literaturwissenschaftlerin und Politikerin.

## Biografie
Leticia Valdez Ramos stammte aus einer politisch einflussreichen Familie. Ihr Vater Narciso Ramos war nicht nur langjähriger Abgeordneter, sondern auch Außenminister, während sie über ihre Mutter Angela Valdez Ramos auch mit Präsident Ferdinand Marcos verwandt war. Ihr älterer Bruder Fidel Ramos war zwischen 1992 und 1998 Präsident der Philippinen.
Sie studierte nach dem Besuch der Grundschule und der Sekundarschule der University of the Philippines am Wellesley College in Massachusetts Englische Literatur und schloss dieses Studium mit einem Bachelor of Arts (B.A. English Literature) ab. Ein anschließendes postgraduales Studium der Komparatistik an der Columbia University beendete sie mit einem Master of Arts (M.A. Comparative Literature). Danach erwarb sie dort einen Philosophiae Doctor (Ph.D. Comparative Literature) mit Auszeichnung.
Im Anschluss war sie zunächst von 1954 bis 1957 als Dozentin an der University of the Philippines tätig, ehe sie Dozentin für englische Literatur, Französisch, Spanisch, Komparatistik, Geisteswissenschaften und Sozialpsychologie an der Graduate School of the Lyceum of the Philippines wurde, deren Dekanin sie später ebenfalls war. Daneben war sie 1961 Dozentin am Queens Community College, 1962 am Brooklyn College sowie zwischen 1962 und 1967 an der New School for Social Research.
Daneben war sie von 1964 bis 1968 Mitarbeiterin der Abteilung für Menschenrechte im UN-Sekretariat sowie 1974 Vorsitzende der UN-Kommission zum Status der Frauen. Außerdem war sie zeitweise Generalsekretärin des UN-Kongresses zur Kriminalitätsvorbeugung und der Behandlung Straffälliger.
Später absolvierte sie das Philippine Service Office Examination für höhere Positionen im Staatsdienst und war nicht nur Vorsitzende der Nationalen Kommission zur Rolle der philippinischen Frau, sondern auch Botschafterin in Australien und Rumänien. Zwischen 1981 und 1986 war sie Beigeordnete Generalsekretärin der Vereinten Nationen für soziale Entwicklung und humanitäre Angelegenheiten und währenddessen 1985 auch Generalsekretärin der UN-Weltfrauenkonferenz in Nairobi 1985.
Nach ihrer Rückkehr auf die Philippinen nach dem Sturz von Präsident Marcos im Zuge der People-Power-Revolution (EDSA I) wurde sie im Februar 1986 von der neuen Präsidentin Corazon Aquino zur Vizeministerin für Philippinische Angelegenheiten ernannt.
Nachdem sie im Juni 1987 Mitglied des Senats geworden war, schied sie aus der Regierung aus und war während ihrer Mitgliedschaft im Senat Vorsitzende der Ausschüsse für Auswärtige Angelegenheiten, für Bildung, Kultur und Künste sowie für Landwirtschaft. Dem Senat gehörte sie bis 1998 an.
Leticia Shahani, die mit dem indischen Schriftsteller und Hochschullehrer Ranjee Shahani verheiratet war, war zwischen 1993 und 1996 Senatspräsidentin pro tempore und damit die Vertreterin des Senatspräsidenten bei dessen Abwesenheit oder bei Erkrankungen.
Leticia Ramos Shahani starb am 20. März 2017 im St. Luke’s Hospital in Taguig City an den Folgen einer Darmkrebs-Erkrankung der „Stufe 4“. Nach einer Chemotherapie und einer Stammzelltherapie war Shahani an einer Pneumonie erkrankt und fiel ins Koma.